# Кубок України з хокею із шайбою
Кубок України з хокею  —  другий за значенням хокейний турнір України. Вперше проводився в березні 2007 року.  Другий в історії розіграш національного кубку відбувся після 14-річної перерви. З 2022-го року було вирішено назвати турнір на ім'я першого президента ФХУ та єдиного українця серед членів Зали слави IIHF — Анатолія Хорозова.

## Історія
Вперше Кубок України проводився 20—24 березня 2007 року. У тому турнірі брали участь 6 команд (планувалося більше, але «Дніпровські Вовки», «Метеор» (Дніпропетровськ) та СДЮСШОР (Харків) не підтвердили свою участь в розіграші Кубка. 
Команди було поділено на 2 підгрупи: 
підгрупа «A» – «Сокіл» (Київ), «АТЕК» (Київ), «Донбас» (Донецьк)
підгрупа «B» – «Беркут» (Бровари), «Компаньйон-Нафтогаз» (Київ), ХК «Львів» (Львів).
Фінальний поєдинок між переможцями підгруп, «Соколом» та «Беркутом», завершився з рахунком 7:3 на користь перших.
За підсумком турніру найкращим бомбардиром став Богдан Савенко (Беркут) — 11 (1+10), а найкращим снайпером — Олександр Василевський (Беркут) — 7 шайб
3-6 січня 2022 року Федерація хокею провела другий в історії розіграш Кубку України. Цікаво, що після 14-річної перерви було вирішено назвати турнір на ім’я першого президента ФХУ - Анатолія Хорозова. Його портрет прикрашає чашу тридцятикілограмового кубка.
У розіграші брало участь 4 команди: «Кременчук», «Сокіл» (Київ), «Дніпро» (Херсон) та ХК БСФК. Попередньо було відомо, що виступатимуть «Харківські Берсерки», однак через проблеми з фінансуванням, було ухвалене рішення про заміну харків’ян командою спортивного коледжу БСФК.
Переможцем турніру вдруге в історії став «Сокіл», кияни не програли жодного матчу. У фінальній грі на льодовій арені «Айсберг», вони обіграли господарів арени - ХК «Кременчук»  з рахунком 4:1. 
Найкращим бомбардиром турніру став  - Антон Рубан, в його активі було —11 (7+4) очок.
Третій в історії розіграш кубка відбувся в Кременчуку з 13 по 16 вересня 2023 року за участю шести команд. Команди було поділено на 2 підгрупи: 

підгрупа «A» – «Сокіл» (Київ), «Дніпро» (Херсон), «Тризуб» (Київ)

підгрупа «B» – «Кременчук», «Харківські Берсерки», «Кепіталз» (Київ).
Володарем Кубка України-2023 з хокею став ХК «Кременчук». У фіналі третього в історії розіграшу цього турніру, підопічні Олександра Савицького обіграли київський «Сокіл» з рахунком 4:3.
За підсумком змагань найкращим бомбардиром став Віталій Лялька (Кременчук) — 8 (5+3) очок, а найкращим снайпером — Богдан Середницький (Кременчук) — 7 шайб.
У 2024 році на участь в турнірі заявилось сім команд. Розіграш кубка відбувся знову в Кременчуку. За рішенням Ради ФХУ учасники змагалися у кубковому форматі «на вибування». Чинний володар трофею ХК «Кременчук» пропускав стадію чвертьфіналів і автоматично розпочинав виступи зі стадії 1/2 фіналу. Вперше в історії турніру у фінальному матчі не брав участь київський «Сокіл», а володарем трофею сенсаційно став новостворений клуб з Одеси — «Шторм». Одеська команда спочатку у чвертьфіналі з рахунком 4:1 обіграла ХК «Сокіл», потім у півфіналі з рахунком 3:2 перемогла ХК «Кременчук», а вже у фіналі впевнено здолала ХК «Тризуб» з рахунком 6:0. Кращим бомбардиром турніру став Микита Сидоренко — 6 (5+1) очок.

## Фінали Кубка України
| Сезон | Переможець      | Фіналіст           | Рахунок |
| ----- | --------------- | ------------------ | ------- |
| 2007  | «Сокіл» (Київ)  | «Беркут» (Бровари) | 7:3     |
| 2022  | «Сокіл» (Київ)  | ХК «Кременчук»     | 4:1     |
| 2023  | ХК «Кременчук»  | «Сокіл» (Київ)     | 4:3     |
| 2024  | «Шторм» (Одеса) | «Тризуб» (Київ)    | 6:0     |

## Статистика фіналів за клубами
Володарями трофею ставали 3 клуби.
| Місце | Клуб               | Переможець | Фіналіст |
| ----- | ------------------ | ---------- | -------- |
| 1     | «Сокіл» (Київ)     | 2          | 1        |
| 2     | ХК «Кременчук»     | 1          | 1        |
| 3     | «Шторм» (Одеса)    | 1          | 0        |
| 4     | «Тризуб» (Київ)    | 0          | 1        |
| 5     | «Беркут» (Бровари) | 0          | 1        |